# Freddy und der Millionär (Film)
Freddy und der Millionär ist eine deutsch-italienische Filmkomödie aus dem Jahre 1961 mit den Hauptdarstellern Freddy Quinn und Heinz Erhardt.

## Handlung
Fritz Meyer, der als Auslandskorrespondent in der Firma von Direktor Walloschek arbeitet, freut sich schon auf den Italienurlaub mit seiner Verlobten Edith. Allerdings muss Edith den geplanten Urlaub verschieben, da sie in der Firma unabkömmlich ist. So muss Fritz alleine nach Ischia fahren.
Beim Fischen im Hafen lernt Fritz den Millionär John Stone kennen und zahlt für ihn, der kein Bargeld dabei hat, ein Strafmandat wegen Schwarzfischens. Zum Dank wird er von Mr. Stone in dessen Villa eingeladen, in der wilde Partys und Pokerspiele an der Tagesordnung sind, natürlich auf Kosten des reichen Hausherrn. Nachdem Fritz dank seiner Fremdsprachenkenntnisse den zu gutgläubigen Millionär vor einem Betrugsmanöver bewahrt hat, bittet dieser ihn um Beistand, um wieder Herr im eigenen Haus zu werden. Fritz Meyer gelingt es tatsächlich, innerhalb kurzer Zeit all die unnötigen und undankbaren Schmarotzer aus dem Haus von Mr. Stone zu entfernen.
Als plötzlich auch Edith, die ihrem Verlobten nachgereist ist, in der Villa eintrifft, kommt es zu Herzschmerz und Liebesverwirrungen, da ihr Fritz anscheinend die Heirat mit Stones Tochter Silvia plant. Doch Fritz bleibt seiner Edith treu, verabschiedet sich vom großen Geld und der schönen Millionärstochter und fährt mit seiner Edith in die Heimat zurück.

## Entstehungsgeschichte
Der Film wurde von der Produktionsfirma KG DIVINA-FILM GmbH & Co. hergestellt. Die Firma gehörte Ilse Kubaschewski, die zugleich Inhaberin des Erstverleihs Gloria-Film GmbH & Co. Filmverleih KG war. 
Die Außenaufnahmen entstanden auf der Insel Ischia, Metropolitanstadt Neapel, die Atelieraufnahmen im Divina-Studio Baldham.

## Kritiken
„Schlagersingender Angestellter befreit im Urlaub einen Millionär von schmarotzenden Nichtstuern. Musikalisches Lustspiel mit erprobter Typenkomik.“